# جيت في بالي (ألبوم)
جيت في بالي هو ألبوم غنائي للفنان المصري أحمد فهمي، تم إصداره عام 2007.

## تفاصيل
يعد هذا الألبوم أول ألبومات الفنان المصري أحمد فهمي. وقد أبرزه على الساحة الفنية.

## قائمة الأغاني
- جيت في بالي - 3:59
- في كده - 3:50
- كل مكان - 4:07
- و هو بعيد - 4:04
- يا شاغلني عليك - 3:56
- اللي مصبرنى - 3:27
- اللي عشانه - 3:56
- دايما واحشني - 4:21